# Chiesa di Nostra Signora della Neve e San Gaetano
La chiesa di Nostra Signora della Neve e San Gaetano è un luogo di culto cattolico situato nella frazione di Alpe nel comune di Vobbia, nella città metropolitana di Genova. La chiesa è sede della parrocchia omonima del vicariato della Valle Scrivia dell'arcidiocesi di Genova.

## Storia e descrizione
Una primitiva cappella fu eretta nel 1720 dagli abitanti di Alpe, mentre l'odierna struttura è risalente ad un periodo tra il 1840 e il 1843. Aggregata alla comunità parrocchiale di Santa Maria Assunta di Vallenzona fu da quest'ultima scorporata il 14 marzo del 1894 per decreto dell'arcivescovo genovese monsignor Tommaso Reggio.
La cupola e il campanile sono databili al 1896. Al suo interno, nell'altare maggiore, è presente una statua marmorea ritraente la Vergine Maria.